# María Farantoúri
María Farantoúri (en grec moderne : Μαρία Φαραντούρη), née à Athènes le 28 novembre 1947 est une chanteuse et militante politique grecque. Elle a collaboré avec de nombreux compositeurs grecs, en particulier Míkis Theodorákis, dont elle fut l'une des interprètes privilégiées. Sa voix de contralto a une étendue d'une octave et demie.

## Musique et engagement politique
Pendant la Dictature des colonels de 1967 à 1974 María Farantoúri enregistre avec Míkis Theodorákis des chants protestataires contre la dictature de la junte militaire.
 
En 1971 elle enregistre l'album "Songs and Guitar Pieces by Theodorakis" avec le guitariste John Williams qui comprend 7 poèmes de Federico García Lorca. 
Elle a enregistré des chansons en espagnol (« Hasta Siempre Commandante Che Guevara »), en italien, et en anglais (« Alabama Song » de Bertolt Brecht, « Joe Hill ».
Elle collabore avec Eléni Karaïndrou et Mikalis Bourboulis pour l'album (San Elektra and Tora Xero) dans lequel elle réalise une fusion vocale et instrumentale d'une beauté exceptionnelle avec un accompagnement musical de Vangelis.
Le 14 mars 2010, Alpha TV mit María Farantoúri au rang de 18e artiste féminine de l'époque phonographique (depuis 1960).

## Activités politiques
Elle fut élue membre du Parlement grec de 1989 à 1993 comme représentante du Mouvement socialiste panhellénique (PASOK).
Elle est mariée à Tilemachos Chytiris (el) homme politique membre du PASOK.

## Discographie

### Années 1960
- 1966	I ballada tou Mauthausen (La ballade de Mauthausen) / Míkis Theodorákis - Iákovos Kambanéllis
- 1967	 L'otage (Enas omiros) / Míkis Theodorákis - Brendan Behan (enregistré en 1967 mais sorti en 1972 après l'inclusion de la version orchestrale de la chanson ''To yelasto pedi" sur la bande originale du film "Z" de Costa-Gavras)
- 1967 → "Les Bouzoukis" de Mikis Theodorakis
- 1969 →  La Grèce de Mikis Theodorakis (Édition française du disque néerlandais de 1966 «Scylla Charybdis»)
- 1969 → État de siège (Katastasi Poliorkias) / Míkis Theodorákis - Rena Chatzidaki

### Années 1970
- 1970	Marche de l'esprit (Pnevmatiko emvatirio) / Míkis Theodorákis - Ángelos Sikelianós
- 1971	Theodorakis dirige Theodorakis, Vol. 2 (O Theodorakis diefthinei Theodorakis No 2) «Romancero Gitano» & «Mythologie» / Míkis Theodorákis - Federico Garcia Lorca & Georges Séféris
- 1971 → Mikis Theodorakis – Chansons de lutte (Tragoudia tou agona) / Alékos Panagoúlis, Míkis Theodorákis, Mános Eleftheríou & Andreas Calvos
- 1971	John Williams & María Farantoúri: Songs and guitar pieces by Theodorakis «Romancero Gitano» / Míkis Theodorákis - Federico Garcia Lorca
- 1972 → Theodorakis dirige Theodorakis, Vol 3 et 4 (O Theodorakis diefthinei Theodoraki, No 3 & 4) «Le soleil et le temps» & «Epiphanie Averoff» / Míkis Theodorákis & Georges Séféris
- 1973 → Theodorakis – Concert 1: «Chansons de la patrie amère» (Lianotragouda) / Yánnis Rítsos
- 1974	 Theodorakis – Concert 3: «Arcadies No I, VII, VIII» / Takis Sinopoulos, Míkis Theodorákis & Manolis Anagnostakis (en)
- 1974 → Mikis Theodorakis – Concert 4: «Mauthausen» / «La ballade du frère mort» / Iákovos Kambanéllis & Míkis Theodorákis
- 1975 → Mikis Theodorakis – «Canto General», Cantate de Mikis Théodorakis sur le poème de Pablo Neruda / Pablo Neruda
- 1975	 I megali agripnia / Eléni Karaïndrou - K.H.Myris
- 1975	Ta negrika / Manos Loïzos - Yannis Negrepontis (el)
- 1977	Tragoudia diamartirias / Victor Jara, Violeta Parra, Carlos Puebla, Franco Corliano and others
- 1979	Farantouri sings Bertolt Brecht / Hanns Eisler & Kurt Weill - Bertolt Brecht
- 1979	I gitonies tou kosmou / Míkis Theodorákis - Yánnis Rítsos
- 1979	Lieder aus Griechenland
- 1979	Maria Farantouri – En concert (Édition française du disque allemand «Live»)

### Années 1980
- 1980	I agapi ine o fovos (Love Is the Fear) / Michalis Grigoriou - Manolis Anagnostakis
- 1980	I epochi tis Melissanthis / Manos Hatzidakis - Manos Hatzidakis
- 1981→ Maria Farandouri chante la Grèce (Édition française du disque allemand de 1980 «Lieder aus Griechenland»)
- 1981	Canto General / Mikis Theodorakis - Pablo Neruda
- 1981 	O epivatis / Mikis Theodorakis - Kostas Tripolitis (el)
- 1982	Maria Farantouri sings Zülfü Livaneli / Zülfü Livaneli - Leftéris Papadópoulos & Nazım Hikmet
- 1984	María Farantoúri Söylüyor (Live) / Zülfü Livaneli - Lefteris Papadopoulos & Nazım Hikmet
- 1985	María Farantoúri Live in Olympia Paris
- 1987 Skotini mitera / Manos Hatzidakis - Nikos Gatsos
- 1990	Greatest Hits
- 1990	17 Songs / Vangelis, Nicola Piovani, Michel Legrand, Lucio Dalla, Kurt Weill and others
- 1994	Veatriki stin odo Miden (Beatrice on the Zero Street) / Míkis Theodorákis - Dionysis Karatzas
- 1995	María Farantoúri sings Lucio Dalla / Lucio Dalla - G. Spyropoulos
- 1996	Poetica / Mikis Theodorakis - Dionysis Karatzas
- 1997 	Arkadies 1, 7 & 8 / Míkis Theodorákis - Míkis Theodorákis, Takis Sinopoulos (en), Manolis Anagnostakis
- 1998	Asmata / Mikis Theodorakis - different
- 1998 →Faces of the Sun - Poetica, Míkis Theodorákis & María Farantoúri, Label: Inakustic Gmbh
- 1998	Serenates / Mikis Theodorakis - Lefteris Papadopoulos
- 1998 →Theodorakis: Songs of Freedom and Guitar Pieces, Míkis Theodorákis & María Farantoúri, Label: Sony BMG
- 1999 →Symphonietta- État de siège, Mikis Theodorakis, Costas Thomaïdis, María Farantoúri, Henning Schmiedt, Label : Intuition
- 1999 →Live A L'Olympia, Maria Farantouri, Label : M10

### Années 2000
- 2000 I triti porta (The Third Door) / Lena Platonas - Thodoros Poalas
- 2000 Nostalgia / Different
- 2001 Enas aionas Elliniko tragoudi (100 Years of Greek Songs) / Different
- 2002	Passions of the Moon (Homage to F.G.Lorca with 3 works): Bodas de Sangre (Manos Hatzidakis - F.G.Lorca/Nikos Gatsos) & Canciones Populares by F.G.Lorca (sung in Spanish) & Romancero Gitano (Mikis Theodorakis - F.G.Lorca/Odysséas Elytis)
- 2002 Ballad of Mauthausen, Míkis Theodorákis & María Farantoúri, Label : emi
- 2003 The poetry in hellenic music / Different
- 2003 Blue / Michalis Grigoriou - Rinio Papanikola (el)
- 2005	Erimia / Míkis Theodorákis - Lefteris Papadopoulos
- 2005 Live in Düsseldorf, Label : Mosaic Music Distribution
- 2007	Way home / Different[4],[5]
- 2007	Odyssee / Míkis Theodorákis - Kostas Kartelias
- 2007 The Birthday Concert 95, Míkis Theodorákis & María Farantoúri, Label : Tropical Music
- 2008 17 Songs, María Farantoúri, Label : Tropical Music

### Années 2010
- 2010	Asmata / Míkis Theodorákis, Label : Mosaic Music Distribution
- 2011 Sings Taner Akyol & María Farantoúri, Label : Enja
- 2011 Way Home, María Farantoúri, Label : Timba